# 小栗崇資
小栗崇資（おぐり たかし、1950年3月21日- ）は、日本の経営学・会計学者、駒澤大学教授。
愛知県半田市生まれ。1973年、中央大学法学部政治学科を卒業。
1988年、明治大学大学院商学研究科会計学博士課程を満期退学する。同年より鹿児島経済大学専任講師を務め、のちに助教授となる。以後、日本福祉大学教授、駒澤大学経済学部教授を歴任した。
2002年、「アメリカ連結会計生成史論」で明治大学より商学博士の学位を取得。2016年、日本会計史学会会長。

## 著書
- 『小さな会社が日本を変える 新しい事実 実例で考える21世紀型企業像』中経出版 1992
- 『アメリカ連結会計生成史論』日本経済評論社 2002
- 『株式会社会計の基本構造』中央経済社 2014
- 『コンパクト財務会計 クイズでつける読む力』中央経済社 2016

### 共編著
- 『本田技研・三菱自動車 アジアをめざす2つの自動車メーカー』柴崎孝夫,丸山惠也,山口不二夫共著 大月書店 日本のビッグ・ビジネス 1997
- 『自動車 21世紀に生き残れるメーカーはどこか』丸山恵也,加茂紀子共著 大月書店 日本のビッグ・インダストリー 2000
- 『国際会計基準を考える 変わる会計と経済』陣内良昭,熊谷重勝,村井秀樹共編 大月書店 2003
- 『食の人権 安全な食を実現するフードシステムとは』伊藤恭彦編著 早川治,梅枝裕一共著 リベルタス出版 2010
- 『内部留保の経営分析 過剰蓄積の実態と活用』谷江武士共編著 学習の友社 民主的改革のための経済学 2010
- 『日本の製造業を分析する 自動車、電機、鉄鋼、エネルギー』丸山惠也,古賀義弘, 谷江武士, 熊谷重勝共編著 大橋英五監修 唯学書房 2010
- 『内部留保の研究』谷江武士, 山口不二夫共編著 唯学書房 2015
- 『スタートガイド会計学』森田佳宏,石川祐二,北口りえ共著 中央経済社 2017

### 翻訳
- 『現代アメリカ会計の基礎概念 FASB財務会計概念報告書』原陽一,佐藤信彦,森川八洲男共訳 白桃書房 1988
- 経済協力開発機構『中小企業と税金』中村芳昭共訳 中小商工業研究所 1996

## 論文
- <小栗崇資